# 後頭動脈
後頭動脈（こうとうどうみゃく）は、頭頸部の動脈の一つ。外頸動脈の枝。顔面動脈と同じ高さで後側より起こり、顎二腹筋後腹の下方を通り、後頭部へと向かう。後頭部の頭皮と胸鎖乳突筋に栄養を供給する。また、背中と首の深部の筋肉にも供給する。

## 経路
後頭動脈が起こる部位では、顎二腹筋後腹と茎突舌骨筋に覆われており、舌下神経が後より前に向けて巻きついている。上に向かい、内頸動脈、内頸静脈、迷走神経、副神経と交差する。
その後、環椎横突起と側頭骨乳様突起の間まで上昇し、水平に後方へ向かい、胸鎖乳突筋、頭板状筋、頭最長筋、顎二腹筋に覆われ、外側頭直筋、上斜筋、頭半棘筋へと向かう。

その後、さらに上に向かい、僧帽筋の頭蓋骨付着部位の筋膜と胸鎖乳突筋を貫き、頭皮の浅筋膜内を曲がりくねりながら上昇する。ここで多くの枝が分かれ、栄養を供給しながら、頭骨頂まで届き、後耳介動脈および浅側頭動脈と吻合する。

### 枝
1. 胸鎖乳突筋枝
2. 耳介枝
3. 乳突枝
4. 下行枝
5. 後頭枝
6. 硬膜枝[1]

末端では大後頭神経とともに走行する。

## 画像

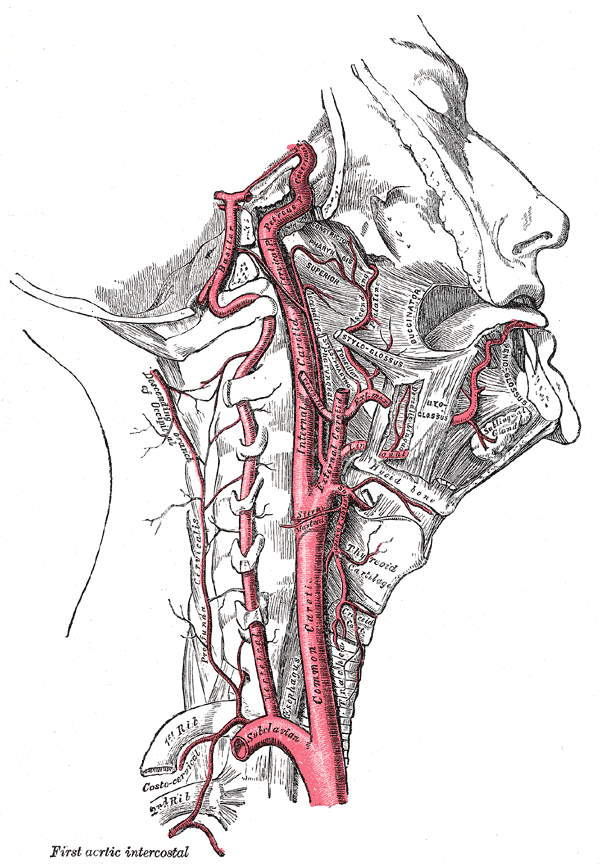
The internal carotid and vertebral arteries. Right side.
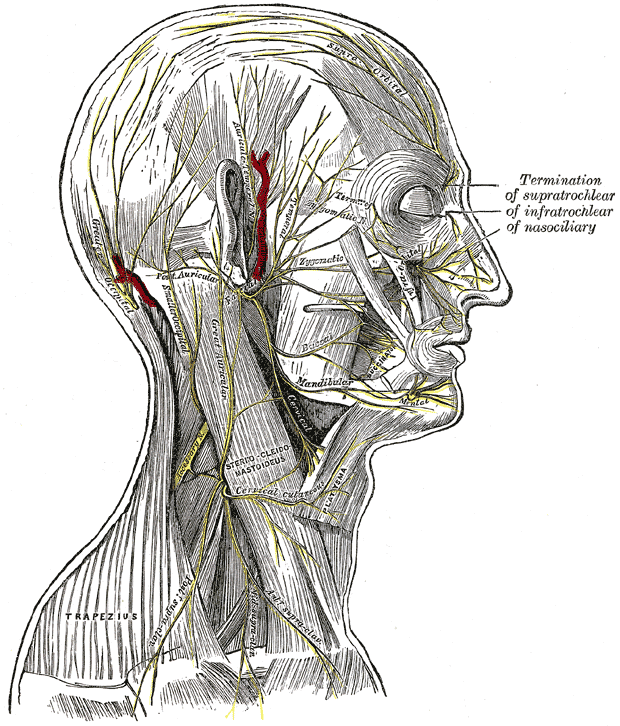
The nerves of the scalp, face, and side of neck.
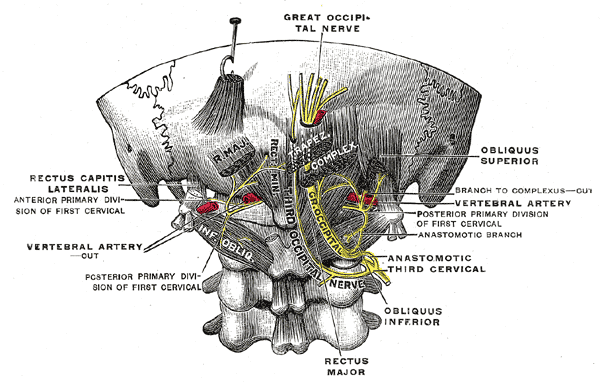
Posterior primary divisions of the upper three cervical nerves.
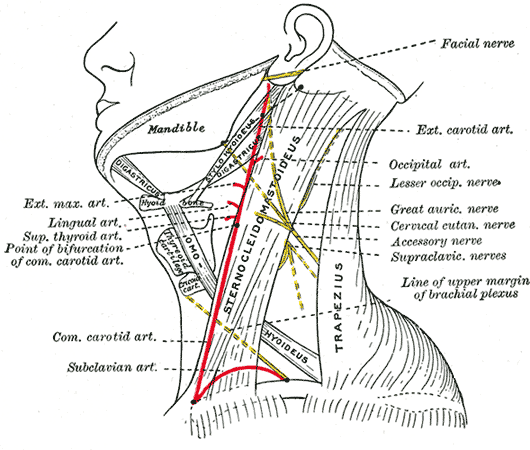
Side of neck, showing chief surface markings.

## 関連事項
- 人間の動静脈一覧

この項目の一部は、現在パブリックドメインとなっているグレイ解剖学からのものです。